# Новый Органон

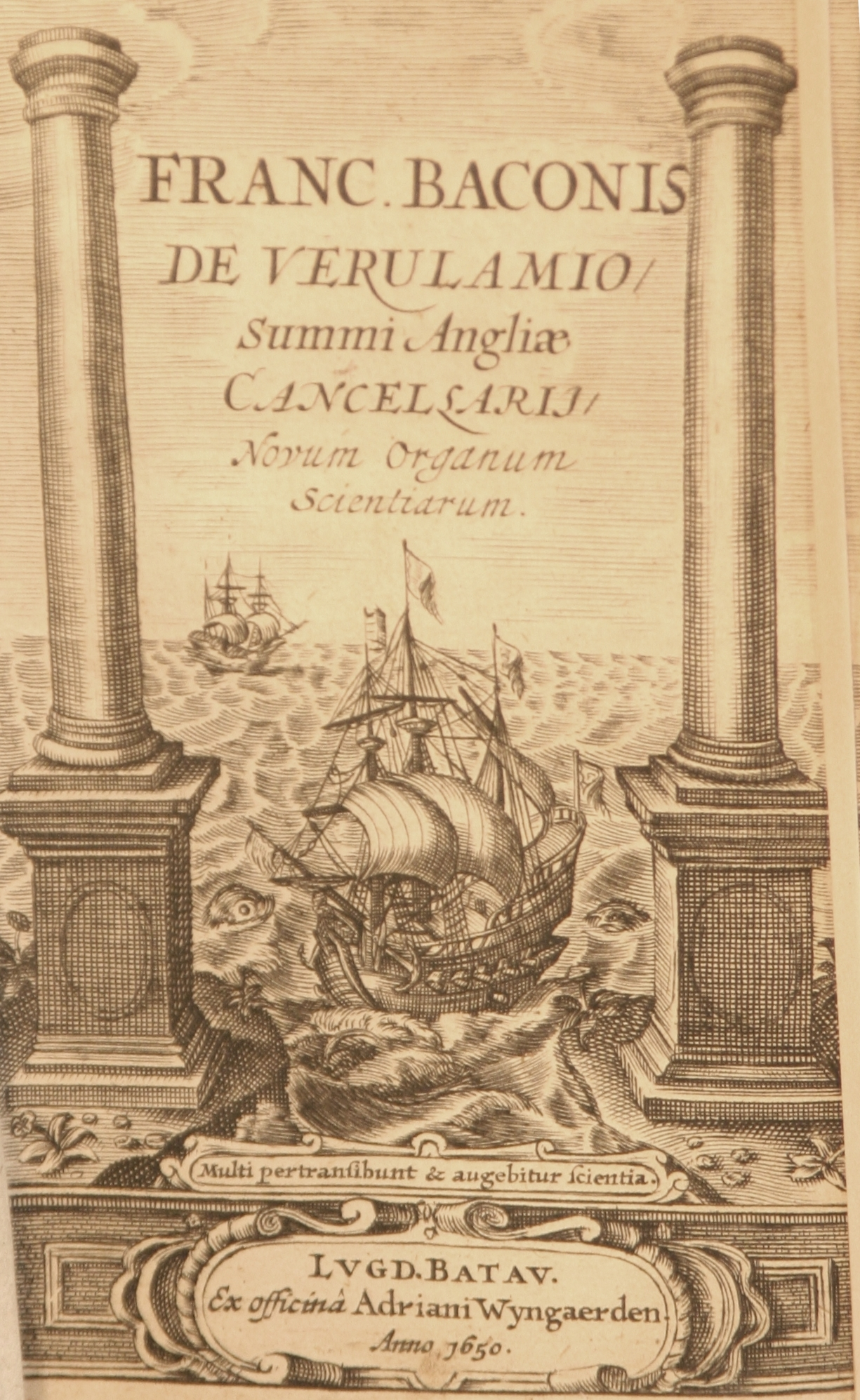
Обложка издания 1650 года

Новый Органон (Novum Organum scientiarum) — трактат на латинском языке английского философа, основоположника эмпиризма Фрэнсиса Бэкона, излагающий новое понимание сути науки. Издан в 1620 году в двух книгах. Является второй частью задуманного Бэконом труда «Великое восстановление наук» и самой известной из работ Бэкона.
В этом трактате Бэкон провозгласил целью науки увеличение власти человека над природой, которую определял как бездушный материал, цель которого — быть использованным человеком.
«Новый Органон» является основанием и популяризацией индуктивной методологии научного исследования, часто называемой методом Бэкона и ставшей предшественником научного метода. Индукция получает знание из окружающего мира через эксперимент, наблюдение и проверку гипотез. В контексте своего времени, такие методы использовались алхимиками.
Название книги представляет новый метод естествознания, предлагаемый в сочинении Бэкона, как замену идеям «Органона» — названия, использовавшегося как общее для логических сочинений Аристотеля и служившего опорой средневековой схоластике.
Позднее Бэкон собирался показать роль дедуктивного метода в научных исследованиях, то есть представить понимание предмета исследования как движение от общего к особенному и единичному. Осуществлению замысла помешала смерть (Бэкон скончался от простуды, которую получил, набивая курицу снегом с целью узнать его консервирующие свойства). В результате Бэкон остался в истории, главным образом, в качестве исследователя, опиравшегося на индуктивную методологию.

## Великое возрождение наук
Бэкон планировал изложить свою основную философскую идею — преобразование наук с целью подчинить природу могуществу человека — в громадном сочинении под заглавием «Великое возрождение наук» (Instauratio Magna), которое должно было состоять из шести частей. Средством для достижения преобразования наук предлагались наблюдение и опыт, то есть индуктивный метод.
План Instauratio Magna был описан Бэконом в «Новом Органоне», спустя значительное время после издания труда, который должен был стать первой частью «Возрождения наук». Этот труд носил заглавие «О достоинстве и об усовершенствовании наук» и был издан на английском (The Twoo Bookes of Francis Bacon of the Proficience and Advancement of Learning, Divine and Humane) в 1605 году; а в значительно дополненном виде — на латыни (De Dignitate et Augmentis Scientiarum) в 1623 году.
Тут Бэкон рисовал картину всех человеческих знаний, которые он разделяет на три отрасли: историю, поэзию и философию, давал обзор современного ему состояния наук в каждой из этих областей и рассматривал перспективы их прогресса.
Второй частью, описывающей новый метод получения знаний, является «Новый Органон». Бэкон закончил только первые две части из запланированных.
Следующие части «Великого возрождения наук» существуют только в виде наметок. В третьей части, «Естественная и опытная история», должны были быть собраны все наблюдения автора над явлениями природы. В четвёртой части, «Лестнице разума», должны были быть показаны причины и следствия фактов и явлений третьей части. В пятой части, «О предварительных посылках философии» Бэкон имел в виду собрать самые распространенные мнения, общепринятые истины. Шестая часть, «Вторичная философия», должна была содержать истины, являющиеся результатам индукции в противоположность «Первичной философии» — гипотезам и умозрительным воззрениям.
Идеи «Великого возрождения наук» разрабатывались Бэконом длительное время; существует несколько сочинений, связанных с работой над Instauratio Magna, либо написанных для него, но затем исключенных из плана.

## Новый Органон
Вторая часть «Великого возрождения наук» — это «Новый Органон», или «Истинные указания для истолкования природы». В этом труде Бэкон излагает свой новый индуктивный метод как средство «возрождения» наук и производства научного знания на более надежной, чем умозрительное теоретизирование, основе и описывает план возрождения наук. «Новый Органон» состоит из двух книг, при этом вторая книга была издана не вполне законченной.
В первой книге Бэкон рассматривает источники заблуждений или, как именует их автор, idola («обманчивые образы»). Idola не вытекают из природы познаваемых объектов, а лежат в природе самого человека. Эти обманчивые представления делятся им на 4 категории: а) idola tribus (идолы рода) — ложные представления, которые лежат в природе всякого человека; б) idola specus (идолы пещеры) — те, которые коренятся в особенностях отдельных лиц; в) idola fori (идолы площади) — те, причина которых в человеческой речи и общении; г) idola theatri (идолы театра) — основанные на предании. Показывая источники заблуждений, Бэкон тем самым готовит читателя к пониманию нового метода.
Господствовавший в то время в философии метод дедукции по Аристотелю («старый Органон») он считал неудовлетворительным, поскольку долгие века применения этого метода оставляли науки «в зачаточном состоянии». Философию Аристотеля он признавал годной лишь для схоластических диспутов, но бесплодной для научного производства знаний.
По Бэкону, в качестве точки опоры и направленного пути для ума должен быть разработан новый инструмент мышления, «новый органон». По его словам, его книга представляет собой такой инструмент, компас к науке, но не саму науку.
В отличие от сторонников естественной теологии, Бэкон рассуждает как ученый: природа есть книга, «читая» которую, человек изучает реальные факты; изучать и анализировать надо не умозрительные теории, не книги ученых, но факты и явления.
К явлениям могут причисляться и явления нашей мысли, нашего существования, изучение которых соединено с изучением их свойства и законов, с открытием их причин и следствий.
Ведущее средство для достижения этой цели — индуктивный метод, когда явления и сопровождающие их обстоятельства исследуются, а случайные обстоятельства исключаются; причем обстоятельства существенные, вызывающие явления, возводятся в законы этих явлений. После этого должна производиться проверка законов, и для этого воспроизводятся сами явления, что предполагает воспроизведения существенных обстоятельств, которыми эти явления обусловливаются.
Индуктивный метод движется от знаний о единичных фактах к знаниям о классах предметов или процессов является, как считает Бэкон, гарантией от недостатков и промахов как в логике человеческого мышления, так и в процессе познания вообще; при этом индуктивный вывод является не достоверным, а лишь возможным (предположительным), и потому нуждается в дальнейшей проверке. Для проверки вывода Бэкон рекомендует искать не только факты, подкрепляющие его, но и факты, его опровергающие.
«Новый Органон» формулирует новую философскую базу для развития не только науки, но и человека и общества: Бэкон исходит из реальности преобразования жизни человечества, имея в виду, что в его сочинении «полагаются основания не какой-либо секты или теории, а пользы и достоинства человеческого», чтобы (люди) «сообща пеклись о своем преуспеянии и… приняли и сами участие в тех трудах, которые ещё предстоят» (Ф. Бэкон. Новый Органон. М.: Государственное социально-экономическое издательство, 1938, с. 15).
Это высказывание Бэкона Кант сделал эпиграфом к «Критике чистого разума».
Бэкон показывает, что существенным для науки являются знания как то, что можно верифицировать, проверить опытным путём и воспроизвести в деле.
Вторая часть «Нового Органона» осталась неоконченной. Именно в ней он намеревался в дополнение к теории индукции развивать новую теорию дедукции, как это видно из следующих строк его сочинения: «Указания относительно истолкования природы распадаются на два отдела. В первом дело идет об образовании положений из опыта, а во втором — о дедукции, или о выводе новых экспериментов из положений (de ducendis auf denvandis experimentis novis ab axiomatibus)». Отсюда видно, что Бэкон видел в методе две стороны, но он так и не успел развить это положение. Но и полностью изложенный в «Новом Органоне» индуктивный метод не рассматривался Бэконом, как законченный: ученый надеялся на то, что метод будет развит будущими поколениями ученых.
Идеи «Нового Органона» разрабатывались Бэконом длительное время; первоначально — в сочинении Cogitata et visa (издано в 1612). Некоторые из биографов Бэкона полагали, что план «Нового Органона» был набросан им ещё во время учёбы в университете. Эта версия не встретила широкой поддержки: отмечалось, что «Новый Органон» является наиболее выдающимся произведением Бэкона, что предполагает длительные размышления и выработанное годами критическое отношение автора к учениям философов древнего и нового мира.

## Текст
- [www.lib.ru/FILOSOF/BEKON/nauka2.txt Фрэнсис Бэкон. Великое восстановление наук. Новый Органон]